# Norberto Yácono
Norberto Antonio Yácono (* 8. Januar 1919 in Buenos Aires; † November 1985 in Avellaneda) war ein argentinischer Fußballspieler. Mit CA River Plate war er sehr erfolgreich und gewann mehrfach die argentinische Meisterschaft. Später spielte Yácono noch bei Club América in Mexiko. Außerdem gewann er mit der argentinischen Fußballnationalmannschaft die Südamerikameisterschaft 1947.

## Karriere

### Vereinskarriere
Norberto Yácono spielte die ersten sechzehn Jahre seiner fußballerischen Laufbahn bei CA River Plate aus Argentiniens Hauptstadt Buenos Aires, in der er im Jahr 1919 auch geboren wurde. Bei River Plate, die damals als Millonarios (zu deutsch: Millionäre) bekannt waren, war er Teil der berühmten Maquina um Spieler wie Ángel Labruna, Juan Carlos Muñoz, Adolfo Pedernera, José Manuel Moreno und Félix Loustau und errang eine Vielzahl von Erfolgen. Allein die argentinische Meisterschaft gewann Norberto Yácono im Trikot von River Plate sechsmal. Im 3-2-5-System der Maquina bildete Yácono zusammen mit Aarón Wergifker und Ricardo Vaghi die Verteidigung der Mannschaft. Er machte zwischen 1938 und 1953 393 Ligaspiele für CA River Plate, ihm gelang jedoch kein einziger Treffer. Mit seinen 393 Spielen im Ligabetrieb ist er noch heute der Spieler mit den viertmeisten Spielen im Dress von River Plate, hinter Reinaldo Merlo (526 Spiele), Amadeo Carrizo (520 Spiele) und Ángel Labruna mit 515 Spielen.
Seine erste Meisterschaft mit CA River Plate feierte Norberto Yácono in der Saison 1941, als man in der Primera División Erster wurde mit vier Punkten Vorsprung auf CA San Lorenzo de Almagro. Im Jahr darauf konnte die Mannschaft von Trainer Renato Cesarini den Titel verteidigen und rangierte nach Abschluss aller Spieltage erneut auf Platz eins, diesmal sechs Punkte vor San Lorenzo. Drei Jahre darauf, 1945, gelang erst wieder die Meisterschaft. Unter dem neuen Trainer José María Minella wurde man Sieger der Primera División mit vier Zählern vor dem ewigen Rivalen Boca Juniors. Nachdem in der Saison 1947 noch einmal die Meisterschaft errungen wurde, dauerte es bis ins Jahr 1952, ehe River Plate erneut beste Mannschaft im argentinischen Fußball war. Die Primera División 1952 beendete man auf dem ersten Rang, einen Punkt vor dem Racing Club, der in den Jahren zuvor einen Titelhattrick gefeiert hatte. Eine letzte Meisterschaft erlebte Norberto Yácono in der Saison 1953, als man Erster wurde mit einem Vorsprung von vier Punkten auf CA Vélez Sársfield.
Mit dem Ende der Spielzeit 1953 ging auch die Zeit von Norberto Yácono bei River Plate zu Ende. Er verließ den Verein und ging nach Mexiko zum Club América in die Hauptstadt Mexiko-Stadt, wo er bis 1958 weiterhin aktiv Fußball spielte, ohne jedoch große Erfolge zu erringen. Im Jahre 1958 beendete Norberto Yácono seine fußballerische Laufbahn im Alter von 39 Jahren.
Nach dem Ende seiner aktiven Karriere arbeitete Norberto Yácono als Trainer unter anderem für die argentinischen Vereine CA Lanús, CD Godoy Cruz und Sportivo Italiano. Weiterhin war er als Jugendtrainer bei River Plate tätig.

### Nationalmannschaft
Zwischen 1942 und 1951 absolvierte Norberto Yácono insgesamt fünfzehn Länderspiele für die Nationalmannschaft seines Heimatlandes. In diesen Länderspielen glückte ihm kein Torerfolg. Nachdem er am 25. Mai 1942 im Rahmen der Copa Lipton in einem Spiel gegen Uruguay debütiert hatte, wurde er drei Jahre darauf auch ins Aufgebot für die Südamerikameisterschaft 1947 in Ecuador berufen. Das Turnier endete für Argentinien mit dem ersten Rang und damit dem Sieg vor Paraguay, wobei Argentinien sowohl den besten Angriff als auch die beste Verteidigung stellte und nur beim 1:1 gegen Chile einen Punkt abgeben musste.

## Erfolge
- Argentinischer Meister: 6×

1941, 1942, 1945, 1947, 1952, 1953
- Copa América: 1×

1947